# Precious Moments (小森まなみのアルバム)
『Precious Moments』（プレシャス・モーメンツ）は、小森まなみの4作目のベストアルバムである。2009年8月7日、スターチャイルドより発売された。

## 解説
- 『Birth』・『Be Station』・『ユ・メ・ノ・チ・カ・ラ』に続くベストアルバム第4弾で、今作は小森のデビュー25周年を記念して製作された、2枚組ベストアルバム。
- 今作は小森がこれまでリリースされたシングル・アルバム全てから小森自らがセレクトし、現在では入手困難になっている楽曲もリマスタリングして収録された。その結果CD2枚組となり、Disc-1は80年代〜90年代の楽曲、Disc-2は90年代〜21世紀に入ってからの楽曲がそれぞれ収録された。
- 小森が高橋直純と組んだユニット・AsRの楽曲もそのままの音源で収録されている。
- また今作はスターチャイルドからのリリースだが、2005年～2006年にかけてリリースされたティー ワイ エンタテインメントからの楽曲もそのままの音源で収録されている。

## 収録曲

### Disc01 Early Hearts 80's〜90's
1. 素顔のアリス
  - 作詞：小森まなみ、作曲：岡崎律子、編曲：小西真理、コーラス：江口ゆかり
  - アルバム『ALICE』より
2. 虹のプリンセス
  - 作詞：小森まなみ、作曲：松宮恭子、編曲：山本健司
  - アルバム『ハーバーライト物語〜ファッションララより〜』より
  - OVA『ハーバーライト物語 -ファッションララより-』挿入歌
3. 両手いっぱい菜の花にして
  - 作詞：小森まなみ、作曲：木根尚登、編曲：馬飼野康二
  - アルバム『HERTZ II〜ハートのKey Station〜』より
4. Love for you〜あなたを知りたい〜
  - 作詞：小森まなみ、作曲・編曲：池間史規、コーラス：池間史規・高橋直純
  - ミニアルバム『Tiny Angel』より
  - ラジオ「小森まなみの素敵にLove for you」オープニングテーマ
5. YELLを君に!
  - 作詞：小森まなみ、作曲・編曲：池間史規、コーラス：三松亜美
  - アルバム『Courage〜クゥ・ラージュ〜』より
  - ラジオ「小森まなみのYELLを君に!」オープニングテーマ
6. HOLY EYES〜君の夢は僕の夢〜（Courage Ver.）
  - 作詞：小森まなみ、作曲：岡崎律子、編曲：池間史規、コーラス・コーラスアレンジ：岡崎律子
  - アルバム『Courage〜クゥ・ラージュ〜』より
  - プレイステーション用ゲーム『3×3 EYES〜吸精公主〜』エンディングテーマ・リミックス
7. 夢のうぶ声
  - 作詞：小森まなみ、作曲：丸尾めぐみ、編曲：大森俊之、コーラス：丸尾めぐみ・三松亜美
  - アルバム『Courage〜クゥ・ラージュ〜』より
  - ラジオ「小森まなみのPop'n!パジャマEYE」エンディングテーマ
  - テレビアニメ『21世紀まんがはじめて物語』エンディングテーマ（2001年）
8. 大好き!
  - 作詞・作曲：小森まなみ、編曲：池間史規、コーラス：DAISUKIリスナーコーラス隊
  - ベストアルバム『Birth』より
9. Happy Happy Birthday
  - 作詞：小森まなみ、作曲：RITZ、編曲：池間史規、コーラス・コーラスアレンジ：岡崎律子
  - ミニアルバム『Tiny Angel』より
  - プレイステーション用ゲーム『フォトジェニック』オープニングテーマ
10. Don't Cry Baby〜天使のチャイム〜（HIROKI RE-MIX Version）
  - 作詞・作曲：小森まなみ、編曲：根岸貴幸
  - アルバム『ALICE』より
11. 夢見るハート
  - 作詞：森野律、作曲：あみ啓三、編曲：長谷川智樹、コーラス：岡崎律子
  - シングル「夢みるハート」より
  - テレビアニメ『魔法のプリンセスミンキーモモ（新）』前期オープニングテーマ
12. 君に逢えてボクはボクになる
  - 作詞：小森まなみ、作曲：岡崎律子、編曲：長谷川智樹、コーラス：河合夕子、コーラスアレンジ：岡崎律子
  - ベストアルバム『Birth』より
13. Believe（Liberty'94）
  - 作詞：小森まなみ、作曲・編曲・コーラス：池間史規
  - ベストアルバム『Birth』より
14. オリオンの下で逢いましょう
  - 作詞：小森まなみ、作曲：岡崎律子、編曲：小西真理、コーラス：江口ゆかり
  - アルバム『ALICE』より
15. HERTZ〜電波の天使たち〜（New Version）
  - 作詞：小森まなみ、作曲：池間史規、編曲：根岸貴幸、コーラス：GENKOTSUコーラス隊
  - アルバム『HERTZ III〜DJ BEAT〜』より
16. 10years ago&after〜永遠を追いかけて〜
  - 作詞・作曲：小森まなみ、編曲：根岸貴幸
  - アルバム『HERTZ III〜DJ BEAT〜』より

### Disc02 Growing Dream 90's〜21C
1. Angel Heart
  - 作詞：小森まなみ、作曲：飯塚昌明、編曲：大森俊之、コーラス：岡柚瑠・CHIAKI
  - アルバム『Courage〜クゥ・ラージュ〜』より
2. Little Courage〜うちへおいでよ〜
  - 作詞：小森まなみ、作曲：岡崎律子、編曲：丸尾めぐみ、コーラス・コーラスアレンジ：岡崎律子
  - アルバム『Courage〜クゥ・ラージュ〜』より
3. ひまわり
  - 作詞：小森まなみ、作曲・編曲：池間史規、コーラス：高橋直純・池間史規
  - シングル「ぽっぷな勇気」カップリング曲、アルバム『Citrus Monsoon』にも収録
  - ラジオ「mamiのRADIかるコミュニケーション」エンディングテーマ
4. 夏色の翼
  - 作詞：小森まなみ、作曲：高橋直純、編曲：池間史規、デュエットボーカル：高橋直純
  - シングル「夏色の翼」より、アルバム『AsR Selection』にも収録
  - ラジオ「小森まなみのPop'n!パジャマRV」エンディングテーマ
5. じゃあまたね
  - 作詞：小森まなみ、作曲・編曲：池間史規、デュエットボーカル：高橋直純
  - アルバム『AsR Selection』より
6. Ready Steady Go!
  - 作詞：小森まなみ、作曲：高橋直純、編曲：池間史規、デュエットボーカル：高橋直純
  - アルバム『AsR Selection』より
7. HAPPY RIDER
  - 作詞：小森まなみ、作曲：池間史規、編曲：大森俊之、コーラス：たかはしごう・高橋洋子
  - シングル「HAPPY RIDER」より、アルバム『Citrus Monsoon』にも収録
  - テレビアニメ『21世紀まんがはじめて物語』オープニングテーマ
8. My Dear…
  - 作詞：小森まなみ、作曲：植木健司、編曲：添田啓二、コーラス・コーラスアレンジ：藤原美穂
  - アルバム『Citrus Monsoon』より
9. Life〜上をむいて歩こう〜
  - 作詞：小森まなみ、作曲・編曲：池間史規、コーラス：池間史規・しほり
  - 通販限定で発売されたマキシシングル、ベストアルバム『ユ・メ・ノ・チ・カ・ラ』にも収録
10. 青空-L号
  - 作詞：小森まなみ、作曲：山口憲一、編曲・コーラス：堀隆
  - アルバム『Citrus Monsoon』より
11. 君色アクセル
  - 作詞：小森まなみ、作曲：藤原美穂、編曲：神津裕之、コーラス：藤原美穂・小森まなみ、コーラスアレンジ：藤原美穂
  - シングル「カントリーガール」より（アルバム未収録）
  - ラジオ「mamiのRADIかるコミュニケーション」エンディングテーマ
12. Windy Swallow
  - 作詞：小森まなみ、作曲・編曲：手島いさむ
  - アルバム『Presage』より
13. Presage
  - 作詞：小森まなみ、作曲：岡崎律子、編曲：京田誠一、コーラス・コーラスアレンジ：岡崎律子
  - アルバム『Presage』より
  - ラジオ「mamiのRADIかるコミュニケーション」エンディングテーマ
14. アイノホシ〜Love the Earth〜
  - 作詞：小森まなみ、作曲・編曲：池間史規、コーラス：池間史規・しほり
  - アルバム『Ride on Wave』より
  - 「愛・地球博」テーマソング
15. 四季風はっぴぃばーすでい
  - 作詞・作曲：小森まなみ、編曲：池間史規
  - アルバム『Ride on Wave』より

## 補足
- All songs by Manami Komori（except DISC-2 tracks 4,5,6 songs by AsR（小森まなみ・高橋直純））
- DISC-2 tracks 11,14,15 Licensed by T.Y. Entertainment